# Дејан Деспић
Дејан Деспић (Београд, 11. мај 1930 — Београд, 16. новембар 2024) био је српски композитор, музички писац, теоретичар, педагог и академик.

## Биографија
Рођен је у Београду, где је завршио основну школу, гимназију и средњу музичку школу, а затим је студирао на Музичкој академији – композицију (код Марка Тајчевића) и дириговање (код Михаила Вукдраговића). Дипломирао је на оба одсека 1955. године.
Предавао је теоријске предмете у Музичкој школи „Мокрањац“ од 1956. до 1965 године, а од 1965. до одласка у пензију (1995) на београдској Музичкој академији (данас Факултету музичке уметности). Године 1985. изабран је за дописног, а 1994. за редовног члана Српске академије наука и уметности, где је од 1999. био секретар Одељења ликовне и музичке уметности.
Његов брат био је академик Александар Деспић.
Био је члан Удружења композитора Србије.
Преминуо је 16. новембра 2024. године у Београду.

## Признања и награде
- Орден рада са црвеном заставом (1987);[2]
- Вукова награда (2000);[2]
- Мокрањчева награда (2005);[2]
- Изванредни Златни беочуг Културно-просветне заједнице КПЗ, Београд (2014).[2]

## Списак дела
Композиције:
За клавир соло:
- Мала свита, оп.1(1950)
- Три прелудијума, оп.2 (1950)
- Расположења, оп.4 (1950)
- Ноктурно, оп.5 (1950)
- Балада, оп.6 (1950)
- Токата, оп.7 (1950)
- Фантастична игра, оп.8 (1950)
- Минијатуре, оп.9 (1950)
- Два интермеца, оп.10 (1951)
- Варијације на међумурску тему, оп.11 (1951)
- Прва сонатина, оп.12 (1951)
- Друга сонатина, оп.16 (1952)
- Дубровачки дивертименто, оп.18 (1952)
- Прва соната, оп.19 (1952)
- Трећа сонатина, оп.24 (1954)
- Хумористичне етиде, оп.26 (1957)
- Четврта сонатина, оп.29 (1959)
- Друга соната, оп.37 (1962)
- Вињете, оп.43а (1963)
- Музички речник, оп.71 (1982)
- Три сонатине, оп.72 (1982)
- Трећа соната, оп.76 (1983)
- Три ноктурна, оп.78 (1984)
- Scarlattiana, оп.80 (1984)
- Фауна, оп.81 (1984)
- Skerco, оп.85 (1985)
- Почасница Јованки Стојковић, оп.92 (1987)
- Подне, оп.109 (1993)
- Успаванке за један лепши свет, оп.113 (1994)
- Далеког ветра дах, оп.116 (1995)
- Тропске ноћи, оп.127 (1997)
- Дванаест игара, оп.137 (1998)
- Дванаест остината, оп.148 (2000)
- Мале варијације за мале пијанисте, оп.155 (2001)
- У дечјем свету, оп.157 (2001)
- Десет етида, оп.160 (2002)
- Les Adieux, оп.170 (2004)
- Десет канона, оп.198 (2009)
- La Danza, оп.230 (2011)

За клавир четвороручно и за два клавира:
- Дубровачки дивертименто, оп.18б, за два клавира(1957)
- Menuet, оп.18б/бис, за два клавира са шест извођача (1985)
- Финале, оп.30а, за два клавира са четири извођача (2008)
- Поруке, оп.68, за два клавира (1980)
- Токата, оп.178, за клавир четвороручно (2007)
- Skerco-tarantela, оп.184, за два клавира са четири извођача (2007)

За друге соло инструменте:
- Свита, оп.21, за харфу (1953)
- Партита, оп.60, за флауту (1975)
- Варијације на рођенданску песму, сине оп. за флауту (1980)
- Девет игара, оп.62, за кларинет (1976)
- Пасторале, оп.64, за обоу (1977)
- Монолог, оп.66, за виолу (1979)
- Монолог, оп.66а, за виолончело (1983)
- Соната, оп.85, за виолину (1986)
- Соната B-A-C-H, оп.97, за оргуље (1989)
- Колаж, оп.139, за фагот (1998)
- Књига бајки, оп.140, за обоу/енглески рог (1999)
- Звучне слике, оп.156, за хармонику (2003)
- Per organo, оп.179, за оргуље (2007)
- Соната, оп.203, за виолончело соло (2009)
- Три псалма, оп.216, за оргуље (2010)
- Рапсодија, оп.223, за харфу (2011)
- Пантомима, оп.225, за енглески рог (2011)
- Lupus in fabula, оп.234, дијалози за соло виолончело (2012)

За инструментални дуо
- Ноктурно, оп.5б, за флауту и клавир (1963)
- Ноктурно, оп.5д, за флауту и харфу (1963)
- Пасторала и игра, оп.15, за флауту и клавир (1957)
- Три мелодије, оп.18/21/52, за обоу/виолончело и клавир (1952-1968)
- Пролећна пасторала, оп.32, за виолину и клавир (1961)
- Вињете, оп.43ц, за виолину и клавир (1966)
- Вињете, оп.43е, за виолончело и клавир (2008)
- Балада, оп.47, за виолу и клавир (1964)
- Recitativo e Passacaglia funebre, оп.52, за виолончело и клавир (1968)
- Хумореска, оп.74, за виолончело и клавир (1983)
- Двопев, оп.75а, за обоу и клавир (1983)
- ЕМY-дуо, оп.77, за виолину и виолу (1984)
- Стара песма, оп.79а, за кларинет и клавир (1984)
- Сонатина, оп.88, за трубу и клавир (1986)
- Балада, оп.91, за хорну и клавир (1986)
- Канцона, оп.98, за тромбон/хорну и клавир (1989)
- Три медитације, оп.99а, за виолончело и клавир (1989)
- Медитација на стару народну песму, оп.108, за обоу и харфу (1992)
- Виолина, оп.122, поема за виолину и клавир (1996)
- Музичка недеља, оп.123, за два виолончела (1997)
- Коштанина песма, оп.128, за виолину и клавир (1997)
- Рапсодија, оп.130а, за кларинет и клавир (2007)
- Дитирамб, оп.131, за флауту и гитару (1997)
- 15 двогласних инвенција, оп.136, за кларинет и фагот (1998)
- Етносоната, оп.143, за обоу и клавир (1999)
- Етносоната, оп.143а, за виолину и клавир (2006)
- Quartetto per due, оп.154, за обоу/енглески рог и виолину/виолу(2002)
- Pas de deux, оп.159, за флауту и кларинет (2001)
- Moto perpetuo, оп.163, за виолину и клавир (2002)
- Skerco за Ирену, оп.182, за виолончело и клавир (2007)
- Divertimento, оп.201, за виолину и виолончело (2009)
- Лов, оп.228, за хорну и клавир (2010)
- Вињете, оп.43г, за две виолине (2012)
- Летње доба, оп.236, за виолину и клавир (2013)
- Леле, дуње ранке, оп.237, дуо за флауту и виолину (2013)
- Круг, оп.240, хаику-поема за виолину и клавир
- Панчевачки бећарац, оп.244, за обоу и кларинет

За инструментални трио:
- Ноктурно, оп.5а, за две флауте/виолине и клавир (1955)
- Ноктурно, оп.5ц, за две флауте и харфу (1960)
- Pas de trois, оп.54, за клавирски трио (1972)
- Стара песма и игра, оп.79, за клавирски трио (1984)
- Стара песма, оп.79б, за флауту, виолончело и клавир (1984)
- Манчестер трио, оп.93, за флауту/кларинет, виолончело и клавир (1987)
- Ламентосо, оп.114, за две виолине и клавир (1994)
- Brasserie, оп.135, за лимени дувачки трио (1998)
- Седам студија, оп.145, за три кларинета (2000)
- Двопев и игра, оп.151, за две виолине и клавир (2000)
- ...и друге приче (Књига бајки II), оп.152, за обоу, кларинет и фагот (2002)
- Сонатина B-A-C-H, оп.185, за три виолине (2007)
- Минијатуре за ФЛОБАРП-трио, оп.206, за флауту, обоу и харфу (2009)
- Danze rustiche, оп.215, за гудачки трио (2010)
- Покрет за "Покрет", оп.243, за виолину, кларинет и клавир

За инструментални квартет:
- Мала свита, оп.14, за гудачки квартет (1951)
- Први гудачки квартет, оп.20 (1953)
- Дубровачки дивертименто, оп.18ц, за гудачки квартет (1959)
- Дивертименто, оп.23, за дрвени дувачки квартет (1954)
- Два комада (Арпеђо, Лабуд), оп.71/81, за четири харфе (2003)
- Трећи гудачки квартет, оп.83 (1985)
- Светлости Севера, оп.101, за три флауте и гитару (1990)
- Почасница Стевану Мокрањцу, оп.132б, за гудачки квартет (1997)
- Четврти гудачки квартет, оп.162 (2004)
- Балада, оп.164, за квартет виолончела (2002)
- Минивал, оп.165, за квартет виолончела (2002)
- Близина пролећа, оп.171, за флауту и гудачки трио (2004)
- Quartetto domestico, оп.187, за клавирски квартет (2008)
- Пети гудачки квартет, оп.191 (2008)
- Шести гудачки квартет, оп.194 (2008)
- Quartetto fugato (7. гудачки квартет), оп.212 (2010)

За пет до десет инструмената:
- Интрада, оп.23а, за лимени дувачки квинтет (1982)
- Вињете, оп.43б, за дувачки квинтет (1963)
- Сонатина, оп.53, за дувачки квинтет (1970)
- Двопев, оп.75б, за обоу и гудачки квартет (1998)
- Лепо вече (II медитација), оп.99б, за девет виолончела (1998)
- Dies irae, оп.106, за обоу, гудачки трио и клавир (1992)
- A cinque, оп.115, за дувачки квинтет (1994)
- Успаванке за један лепши свет, оп.113а, за нонет и харфу (2006)
- Серенада, оп.117, за нонет и харфу (1995)
- Почасница Стевану Мокрањцу, оп.132, за девет виолончела (1997)
- Почасница Стевану Мокрањцу, оп.132е, за квинтет контрабаса (2008)
- Састанак, оп.195, за дувачки квинтет (2008)
- Ружа ветрова, оп.210, рондо за нонет и харфу (2009)
- Schulwerk, оп.238, осам фуга за дувачки квинтет (2013)
- Натпевавање, оп.245, за флауту, обоу и гудачки трио

За гудачки и камерни оркестар:
- Дубровачки дивертименто, оп.18д, за гудачки оркестар (1988)
- Симфонијета, оп.103, за (већи) гудачки оркестар (1990)
- На крају пута, оп.125, поема за камерни (а 1) оркестар (1997)
- Почасница Стевану Мокрањцу, оп.132а, за гудачки оркестар (1997)
- Снови, оп.138, поема за гудачки оркестар (1998)
- Bachiana, оп.142, за гудачки оркестар (1999)
- Тајчевићиана, оп.173, за гудачки оркестар (2006)
- Серенада за гудаче, оп.204, (2009)
- Старачки сонет, оп.226, за гудачки оркестар (2011)
- Музика за имагинаран филм, оп.227, за камерни оркестар (2012)

За симфонијски оркестар:
- Дубровачки дивертименто, оп.18а (1957)
- Увертира, оп.22 (1954)
- Симфонија д-мол, оп.25 (1955)
- Вињете, оп.43ф (2008)
- Први концерт за оркестар, оп.50 (1966)
- Други концерт за оркестар, оп.70 (1980)
- Соната B-A-C-H, оп.97а (2006)
- Звучне слике, оп.156а (2006)
- Трећи концерт за оркестар (Балетске сцене), оп.161 (2004)
- Камерна (II) симфонија, оп.176 (2006)
- Трећа симфонија, оп.177 (2007)
- Симфонијски скерцо, оп.180 (2007)
- Игре, оп.181, за симфонијски оркестар (2007)
- Свечана увертира, оп.183 (2007)
- Из старог албума, оп.186 (2007)
- Четврта симфонија, оп.188 (2008)
- Пета симфонија, оп.192 (2008)
- Зимска бајка, оп.193, музика за ТВ-балет (2008)
- Дан свих живих, оп.199, симфонијска поема (2009)
- Шеста симфонија, оп.200, (2009)
- Увертира за комичну оперу, оп.209, (2009)
- Gaudeamus igitur... nos habebit humus,, оп.214, Симфонијска поема (2010)
- Свита из опере "Поп Ћира и поп Спира", оп.222, (2011)
- Симфонијско коло, оп.224, (2011)
- Седма симфонија, оп.229, (2012)

За сола и оркестар
- Кончертино ин Д, оп.28, за две флауте и камерни оркестар (1958)
- Концерт Ц-дур, оп.30, за клавир и оркестар (1960)
- Кончертино, оп.40, за кларинет, фагот и оркестар (1963)
- Concerto grosso, оп.45, за дувачки квинтет и симфонијски оркестар (1964)
- Concerto grosso, оп.45а, за дувачки квинтет и гудачки оркестар (1986)
- Divertimento concertante, оп.51 за трубу, хорну и симфонијски оркестар (1967)
- Divertimento concertante, оп.51а, за кларинет, трубу, хорну и гудачки оркестар (1998)
- Recitativo e Passacaglia funebre, оп.52а, за виолончело и гудачки оркестар (1975)
- Триптих, оп.63, за виолину и оркестар (1978)
- Концерт за Наташу, оп.67, за клавир и оркестар (1980)
- Епитаф, оп.95, за виолу и гудачки оркестар (1988)
- Три медитације, оп.99, за виолончело и гудачки оркестар (1989)
- Цонцерто серено, оп.110, за флауту и гудачки оркестар (1993)
- Коштанина песма, оп.128а, за виолину и гудачки оркестар (2000)
- Партита цонцертанте, оп.129, за обоу и гудачки оркестар (1997)
- Музика за Соњу, оп.130, за кларинет, клавир и гудачки оркестар (1997)
- Доста је већ (Es ist genug), оп.141, за два виолончела и гудачки оркестар (1999)
- Диптих, оп.166, за енглески рог и гудачки оркестар (2003)
- Концерт, оп.168, за трубу и гудачки оркестар (2004)
- Концерт, оп. 168а, за трубу и симфонијски оркестар (2004)
- Кончертино за виолину и камерни оркестар, оп. 202, (2009)
- Кончертино за клавир и камерни оркестар, оп. 205, (2009)
- Кончертино за виолончело и камерни оркестар, оп. 217, (2010)
- Concertino per Urmino, оп. 231, за виолину, клавир, хорну и гудачки оркестар (2012)

За хор а cappella:
- Две песме, оп.3, за трогласан женски хор (1950)
- Дан свих живих, оп.46, за мешовити хор (1964)
- Очи моје мајке, оп.56, за трогласан женски (дечји) хор (1972)
- Четири сугласника, оп.59, за мешовити хор (1975)
- Круг, оп.61, поема за четворогласан женски хор (1976)
- Елегија, оп.86а, за камерни мешовити хор (1997)
- Ода младости, оп.100, за петогласан мешовити хор (1990)
- Псалам, оп.102, за шестогласан мешовити хор (1990)
- Молитва, оп.104, за четворогласан мешовити хор (1991)
- Сатирикон, оп.134, триптих за мешовити хор (1998)
- Бајалице, оп.144, за четворогласан женски хор (2000)
- Књига мадригала, оп.147, за четворогласан мешовити хор (2000)
- Шантићев триптих, оп.169, за четворогласан мешовити хор (2004)
- Тужбалица (сестре Батрићеве), оп.189, за четворогласан женски хор (2008)
- Девојачке песме, оп.190, за четворогласан женски хор (2008)
- Молитва, оп.104а, за четворогласан женски хор (2009)
- Светли гробови, оп.213, кантата за баритон соло и мешовити хор (2010)
- По(ру)ке (откуде Врање), оп.239, за мешовити хор
- Збогом, Свете, оп.241, за четворогласан мушки хор

За хор и оркестар(инструменте, соло гласове):
- Лептирова успаванка, оп.27, за женски хор и камерни оркестар (1957)
- Три песме устанка, оп.33, за мешовити хор и клавир (1961)
- Дан свих живих, оп.46а, за мешовити хор и осам инструмената (1988)
- Двопев, оп.75, за обоу соло и четворогласан женски хор (1983)
- Елегија, оп.86, за кларинет соло и четворогласан женски хор (1986)
- Јефимија Лазару, оп.94, кантата за мецосопран, хор и симфонијски оркестар (1988)
- Скерцо, оп.121, за баритон, женски хор и три инструмента (1996)
- У овом мраку, оп.111, за мешовити хор, клавир и удараљке (1994)
- Три тужне песме, оп.124, за женски хор, гудачки оркестар и хорну соло (1996)
- Две оперске сцене, оп.207, за солисте, хор и симфонијски оркестар (2009)
- Зум, зум, оп.208, скерцо за мешовити хор и контрабас (2009)
- Претпразничко вече, оп.211, кантата за баритон, мешовити хор и гудачки оркестар (2009)
- Човек пева после рата, оп.232, монодрама за баритон и симфонијски оркестар (2012)
- Плава гробница, оп.233, кантата за баритон соло, хор и оркестар (2012)
- Дечија певанија, оп.242, за дечији/женски хор и камерни оркестар

Опера:
- Поп Ћира и поп Спира, оп. 220, комична опера у два чина (2009-2011)

Соло песме:
- Три песме, оп.13, за баритон и клавир (1951)
- Јадрански сонети, оп.17, за дубоки глас и клавир (1952/56)
- Круг, оп.48, циклус за глас и камерни оркестар (1964)
- Две песме, оп.69, за баритон и клавир (1981)
- Мртав цвет, оп.82, циклус за мушки глас и клавир (1985)
- Две поеме, оп.89, за глас, кларинет/виолину и клавир (1986)
- Дубровачки канцонијер, оп.96, циклус за женски глас и чембало/клавир (1989)
- Озон завичаја, оп.105, циклус за мецосопран и клавир (1991)
- Круг, оп.107, циклус за женски глас и клавир (1992)
- Ђулићи и Увеоци, оп.118 бр.1 и 2, циклуси за глас и клавир/гудачки оркестар (1995)
- Две песме Момчила Настасијевића, оп.119, за баритон и клавир (1995)
- Непотрошач, оп.121а, за баритон и клавир (1998)
- Опроштај, оп.126 за баритон и клавир (1997)
- Реформатор, оп.133, за баритон и клавир /гудачки квартет (1998)
- Девојачке песме, оп.149 за сопран и кларинет соло (2000)
- Бранкова лира, оп.150, циклус за мецосопран, баритон и гудачки квартет (2000)
- Очи, оп.153, за баритон и клавир (2001)
- Јесење песме, оп.158, циклус за сопран, флауту и клавир (2001)
- Пролећне песме, оп.167, циклус за сопран, флауту и клавир (2003)
- Зелени витез, оп.167а, за мецосопран и клавир (2006)
- Божур, оп.172 поема за сопран, флауту и клавир (2005)
- Уставотворац, оп.174, за баритон и клавир (2006)
- Последње песме, оп.175, циклус за баритон и клавир/оркестар (2006)
- Смејалица, оп.235, за сопран, флауту и клавир (2012)

Музика за децу:
- Четири дечје песме, оп.31, за дечји глас/хор и клавир/камерни ансамбл (1961)
- Јесен, оп.34, циклус за дечји глас/хор и камерни оркестар (1961)
- Зима, оп.35, циклус за баритон, дечји хор и клавир (1961)
- Осам дечјих песама, оп.36, за дечји глас, дечји хор и клавир (1962)
- Гардијски потпоручник Рибанац, оп.38, музика за дечју радио-игру (1962)
- Ћоса и џинови, оп.39, музика за дечју радио игру (1962)
- Месец младих, оп.41, за дечји хор и 13 инструмената (1963)
- Радознала песма, оп.42, за дечји глас, дечји хор и клавир (1963)
- Питалица, оп.44, за дечји глас, дечји хор и камерни ансамбл (1964)
- Новогодишњи воз, оп.49, музика за дечју радио-игру (1964)
- Огласи, оп.55, за трогласан дечји хор (1972)
- Шта ко ради у досади?, оп.57, за дечји глас, дечји хор и клавир/камерни ансамбл (1972)
- Смејалица, оп.58, за трогласан дечји хор (1974)
- Коњић, оп.65, за двогласан дечји хор и клавир (1979)
- Две песме, оп.73, за двогласан дечји хор, соло гласове и клавир (1982)
- Зоолошке скице, оп.87, за двогласан дечји хор (и клавир) (1986)
- Киша, оп.90, за трогласан дечји хор (1987)
- Бабе и жабе, оп.129, за четворогласан дечји хор (1999)
- Дечја песмарица, за двогласан дечји хор и клавир (оп.31, 42, 55, 56, 58, 65, 73, 87, 90)(2006)

## Одабрана извођења и извођачи
- Ноктурно, оп.5; Наташа Митровић; Washington, 2008.
- Симфонија д-мол, оп.25; Београдска филхармонија; Живојин Здравковић, диригент; 1955; Петар Вронски, диригент; 2006.
- Кончертино ин Д, оп.28; Mikael Helasvuo i Istvan Matusz; Joensuu (Финска),1990.
- Вињете, оп.43ц; Melina Geiger/Ed Buck; Baltimore, 1995.
- Recitativo e Passacaglia funebre, оп.52а; Варга Истван; Лондон, Oxford, 1982.
- Pas de trois, оп.54; Трио Тартини; Дубровник, 1978.
- Партита, оп.60; Ирена Графенауер, Раденци, 1976.
- Триптих, оп.63; Андрé Гертлер; Београд (БЕМУС), 1979; Јулија Хартиг; 2005.
- Монолог, оп.66; Паул Цолетти; Неw Yорк, 1983.
- Концер за Наташу, оп.67; Наташа Вељковић;1981, 2005.
- Музички речник, оп.71; студенти Stanford University, 1986; студенти West Washington University, 1989.
- Scarlattiana, оп.80; Александар Маџар; 1985, 1987; Тамара Стефановић; Амстердам, 1989.
- Соната за соло виолину, оп.85; Мегуми Тесхима; Токио, 2004.
- Манчестер трио, оп.93; Jacques Zoon, Iseut Chuat, Александар Маџар; Амстердам, 1993; Jacques Zoon, Iseut Chuat, Jonathan Biss, Bloomington, 1996.
- Три медитације, оп.99; Ксенија Јанковић; Амстердам, 1993; Ернен (Швајцарска), 1995; Iseut Chuat; Bloomington, 1996; Alban Gerhardt, Chicago, 1997; Сандра Белић, Граз, Беч, 2008.
- Три медитације, оп.99а; Martin Löhr/Jana Ačkun, Хамбург, 1995; Салзбург, 2000; Драган Ђорђевић/Душан Егерић; Париз, 2008.
- Светлости Севера, оп.101, Anja Voipio, Liisa Ruoho, Mikael Helsavuo, Jukka Savioki; Helsinki, Хелсинки, 1991, 1993.
- Dies irae, оп.106; ансамбл Ностос; Амстердам, 1997.
- Усапаванке за један лепши свет, оп.113; Марина Милић; Лондон, 1994; Norwich, 1995.
- Lamentoso, оп.114; Трио Simonuti; Улан Батор (Монголија), 1998.
- A cinque, оп.115; квинтет Slowind, Љубљана, 1998; Nova musica viva, Јаши (Румунија); (WМД) 1999; Cologne Wind Quintet,, Келн, Париз, 2006; Дувачки квинтет Београдске филхармоније; Париз, 2008.
- Ђулићи, оп.118 бр. 1а; Катарина Јовановић и оркестар Guildhall School; Лондон, 2000.
- Музичка недеља, оп.123; Ксенија Јанковић и Christoph Richter, Београд (БЕМУС) 1997.
- На крају пута, оп.125; Прашки камерни оркестар, Ondřej Kukal; Луксембург (WМД) 2000.
- Partita concertante, оп.129; Борислав Чичовачки; Амстердам, 1997.
- Музика за Соњу, оп.130; Софија Молчанов и Лјвовска филхармонија, Јарема Колеса; Лјвов (Украјина), 1998.
- Es ist genug... оп.141; Ксенија Јанковић и Christoph Ricter; Београд, 2005.
- Quartetto per due, оп.154; Борислав Чичовачки и Пеђа Милосављевић; Амстердам, 2002; Хааг, 2004.
- Јесење песме, оп.158; Donne di Belgrado; Париз, 2003.
- Пролећне песме, оп.167, Donne di Belgrado, Загреб (Бијенале) 2005; Лондон, 2008.

## Написи
Научне студије:
- Теорија тоналитета (1971)
- Опажање тоналитета (1981)
- Контраст тоналитета (1989)

Монографија:
- Марко Тајчевић (1972)

Уџбеници намењени ученицима средњих музичких школа:
- Основи науке о музици (1979)
- Музички инструменти (1989)
- Увод у савремено компоновање (1991)

Уџбеници намењени студентима музичких факултета:
- Хармонска анализа (1970)
- Тонски слог. Мелодика (1973)
- Тонски слог. Двоглас (1974)
- Тонски слог. Вишегласје (1974)
- Тонски слог. Вишегласни аранжмани (1975)
- Музички инструменти (1976)
- Хармонија са хармонском анализом (1997)
- Теорија музике (1997)
- Музички стилови (2004)

Преводи стручне литературе:
- Цтирад Кохоутек: Техника компоновања у музици XX века (1984)
- Фјодор Дудка: Основе нотографије (1986)

## Дискографија
Ауторски:
- Дејан Деспић: Клавирске минијатуре (Хумористичне етиде, оп.26; Вињете, оп.43а; Музички речник, оп.71; Scarlattiana, оп.80; Фауна, оп.81; Успаванке за један лепши свет, оп.113); ПГП РТС ЦД 431227
- Дејан Деспић – Александри Ивановић: Вокална лирика (Дубровачки канцонијер, оп.96; Озон завичаја, оп.105, Круг, оп.107, Ђулићи и Увеоци, оп.118); СОКОЈ ЦД 209

Остали:
- Ноктурно, оп.5
- Ноктурно, оп.78 бр. 1 (Маја Рајковић: Минијатуре за клавир; приватно издање)
- Гудачки квартет F-dur, оп.20 (ЦД Гудачког квартета Арцо; издање Центра за културу, Панчево)
- Кончертино ин Д, оп.28(Драгутин и Милорад Мирковић; камерни оркестар РТБ, диригент Младен Јагушт; ЦД браће Мирковић, издање Ars musica, Београд)
- Вињете, оп.43ц (Ксенија Зечевић и Оки Оваскаинен; ЦД 39. такмичења Музичке омладине 2006)
- Concerto grosso, оп.45а (Дувачки квинтет Београдске филхармоније и БГО Душан Сковран, диригент Александар Павловић; ЦД бр.4 Антологије српске музике 20. века за гудаче – премијерних извођења БГО Душан Сковран)
- Recitativo e Passacaglia funebre, оп.52а (Сандра Белић и БГО Душан Сковран, диригент Александар Павловић; ЦД бр.7 Антологије српске музике 20. века за гудаче)
- Пасторале, оп.64 (ЦД Љубише Петрушевског, издање ПГП РТС ЦД 430909)
- Поема, оп.89 бр.1 (Јелена Радовановић, Милош Николић и Иван Јовановић – ЦД New Sound 127)
- Епитаф, оп.95 (Дејан Млађеновић и БГО Душан Сковран; ЦД бр.6 Антологије српске музике 20. века за гудаче)
- Епитаф, оп.95 (Дејан Млађеновић и Гудачи светог Ђорђа; ЦД издање Натан, 1993)
- Три медитације, оп.99 (Сандра Белић и БГО Душан Сковран; ЦД бр.7 Антологије српске музике 20. века за гудаче; ЦД New Sound 115)
- Три медитације, оп.99 (Ксенија Јанковић и Camerata academica, Нови Сад, диригент Варга Истван; ЦД Forgotten Music-EMERGO classics, Амстердам 3950-2)
- Светлости севера, оп.101 (Љубиша Јовановић, Владислав Стајевић, Светлана Ристић и Вера Огризовић; ЦД New Sound 101)
- Concerto sereno, оп.110 (Љубиша Јовановић и БГО Душан Сковран; ЦД бр.4 Антологије српске музике 20. века за гудаче)
- A cinque, оп.115 (Дувачки квинтет Les Bacchanales; ЦД New Sound 110)
- Серенада, оп.117 (Ансамбл за нову музику, Београд; ЦД New Sound 107)
- Две песме Момчила Настасијевића, оп.119 (Жељко Лучић и Љубица Грујић; ЦД са фестивала “Обзорја на Тиси”, Нови Бечеј, 1996)
- Музичка недеља, оп.123 (Ксенија Јанковић и Christoph Richter; ЦД БЕМУС 1997, ЦД New Sound 111)
- Три тужне песме, оп.124 (Хор Barilli и Гудачи светог Ђорђа; диригент Каталин Тасић; издање ПГП РТС ЦД 430558)
- На крају пута, оп.125 (Camerata academica, Нови Сад; диригент Варга Истван; ЦД New Sound 112)
- Реформатор, оп.133 (Живојин Ћирић и Љубица Грујић; ЦД песама са фестивала “Обзорја на Тиси”, 1999)
- Књига бајки, оп.140 (Јасна Миличић-Brandstätter; ЦД “Die Weisheit der Völker liegt in ihren Märchen”)
- Седам студија за три кларинета, оп.145 (Владимир Урошевић, Андреј Гигић и Војислав Дукић; ЦД Међународна трибина композитора 2001)
- Quartetto per due, оп.154 (Борислав Чичовачки и Пеђа Милосављевић; ЦД Међународна трибина композитора 2002)
- Пролећне песме, оп.167 (Ансамбл Donne di Belgrado; ЦД New Sound 126)

Плоче:
- Ноктурно, оп.5 (плоча с интерпретацијама Дубравке Ковачевић; ПГП 2130475)
- Дивертименто, оп.23
- Вињете, оп.43б (Београдски дувачки квинтет: Азањац, Готвалд, Ачкун, Болфан, Рабузин; ПГП 2523)
- Балада, оп.47 (Ласло Хорват и Марјан Фајдига; Музички мозаик,ПГП 22-2556)
- Pas de trois, оп.54 (Нови прашки трио; снимак са такмичења Музичке омладине 1976, ПГП ЈМ-03-04)
- Смејалица, оп.58 (Хор 66 девојака, Шабац, диригент Бранко Ђурковић; ПГП 2549)
- Поруке, оп.68 (Арбо Валдма и Никола Рацков; Београдски студио клавијатурног звука, ПГП 230294)
- Двопев, оп.75 (Дејан Куленовић, Хор Collegium musicum; диригент Даринка Матић-Маровић; 1000. концерт Collegium musicum-a, ПГП 2330113)[1]